# Alpais z Cudot
Alpais z Cudot (ur. ok. 1155 w Cudot, Orleanie, we Francji, zm. 3 listopada 1211 tamże) – francuska błogosławiona Kościoła katolickiego.

## Życiorys
Alpais z Cudot pochodziła z chłopskiej rodziny. Była jedną z pierwszych osób w historii Kościoła, która żywiła się przez wiele lat wyłącznie Komunią świętą. Zmarła 3 listopada 1211 i została pochowana w prezbiterium kościoła w Cudot. Jej kult został potwierdzony przez papieża Piusa IX 26 lutego 1874 roku.